# 텍스틸시키역
텍스틸시키역(러시아어: Текстильщики)은 모스크바 지하철 타간스코 크라스노프레스넨스카야 선의 역이다. 역명은 "방직 공장"이 있다고 하여 따온 것이다.

## 역사
1966년 12월 31일에 개장하였다.

## 설계
텍스틸시키 역은 로버트 포그레브노이에 의해 설계되었고 표준 기둥 트리스판 설계로 지어졌다. 기둥에 있는 회색 물결 모양의 대리석과 회색 화강암 바닥을 제외하고, 이 역은 벽과 함께 눈에 띈다. 일반적인 세라믹 타일 대신, 모스크바 메트로에서 처음으로 강화 유리를 빨간색(상단 및 하단)과 남색(중앙) 색상을 사용하였다. 유리는 셀룰러 알루미늄 프레임으로 고정되어 있다. 입구는 단단한 콘크리트 유리로 된 정자(건축가 A. 마로바와 A. Bogatyreva)가 존재하면서도 원래 플랫폼에는 가장자리를 비춰주는 등불이 있었고, 나중에는 시멘트로 덮었다.

## 지리
이전 역인 볼고그라츠키 프로스펙트 역과의 거리는 트루브나야 역이 개통된 2007년까지 모스크바 메트로(3.5km)에서 가장 길었다가 이 구간은 스레텐스키 불바르 역이 개통되면서 다시 가장 길어졌고 2008년 스트로기노 역이 개통되면서 최장거리는 크릴라트스코예 - 스토로기노이다. 역과 일광이 터널에서 보이기 직전에 지표면에서 끝나게 되고, 터널의 바로 바깥쪽에는 피스톤 접합부와 측면부가 있다. 텍스틸시키 역은 쿠르스키 철도의 하부에 위치해 있어서 역 서쪽에서 철도 승강장으로 직접 접근 가능하다. 역의 동쪽에는 류블린스카야 거리와 볼고그라츠키 도로로의 접근이 가능하다.

## 이용객
텍스틸시키 역의 1일 평균 승객 교통량은 103,100명이다.